# 中丘故城
中丘故城，位于山东省临沂市兰山区白沙埠镇诸葛城村，是中华人民共和国山东省文物保护单位之一。
2006年12月7日，授予山东省文物保护单位，是一座古遗址。